# Chaenopsis stephensi
Chaenopsis stephensi es una especie de pez del género Chaenopsis, familia Chaenopsidae. Fue descrita científicamente por Robins & Randall en 1965.
Se distribuye por el Atlántico Centro-Occidental: conocido solo en Venezuela y Yucatán, México. La longitud estándar (SL) es de 4,6 centímetros. Habita en arrecifes.
Está clasificada como una especie marina inofensiva para el ser humano.